# Elly Schlein
Elena Ethel „Elly“ Schlein (Lugano, 1985. május 4. –) svájci születésű, amerikai állampolgárságú olasz politikus, 2023 februárjától a Demokrata Párt (PD) elnöke.

## Élete
Elena Ethel Schlein 1985. május 4-én Luganóban született. Apja, az askenázi zsidó származású Melvin Schlein amerikai politológus, akadémikus. Édesanyja az olasz Maria Paola Viviani jogászprofesszor, az antifasiszta szenátor Agostino Viviani ügyvéd unokája.
Szülővárosában, Ticino kanton fővárosában járt középiskolába 2004-ig, majd 2011-ig a Bolognai Egyetemen jogtudományt tanult.
2012-ben produkciós titkárként részt vett egy David di Donatello-díjas dokumentumfilm alkotógárdájában, amely albánok 20. századi olaszországi emigrációjáról szól.
A 2014-es európai parlamenti választásokon az északkelet-olaszországi választókerület PD-listáján beválasztották az Európai Parlamentbe. 2015 júliusában elhagyta a PD-t, és csatlakozott a Possibile párthoz, majd 2019 júniusában kilépett onnan, s 2021-ben újra a PD tagja, majd 2023-ban elnöke lett.
A 2022-es olaszországi parlamenti választásokon a Képviselőház tagja lett.

## Magánélete

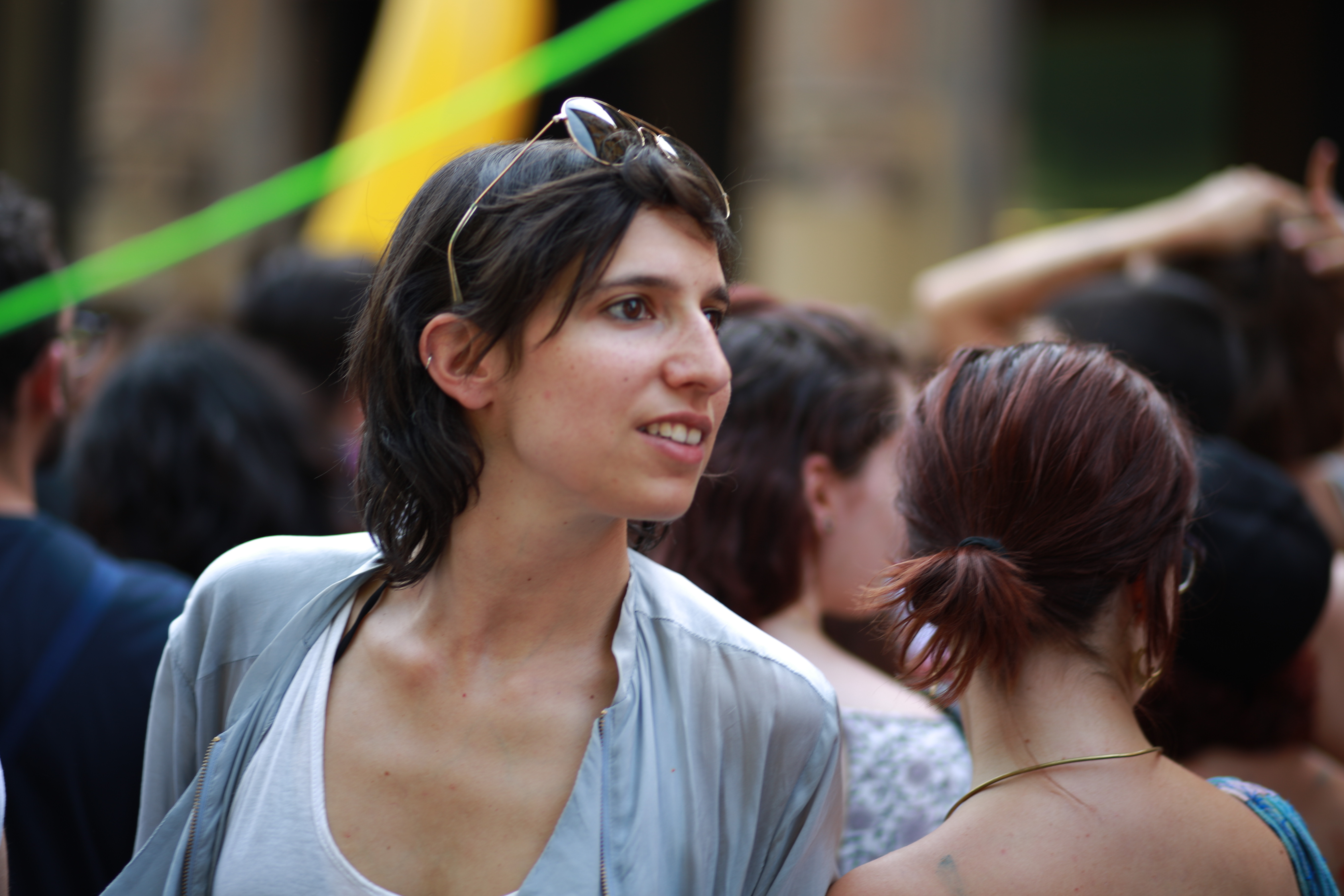
A 2015-ös bolognai pride-on

Schlein biszexuálisnak vallja magát.